# マイケル・シルカ
マイケル・アラン・シルカ（Michael Alan Silka、1958年8月20日 – 1984年5月19日）は、1984年5月にアメリカ合衆国アラスカ州でおもにマンリー・ホット・スプリングスの小さな村で9人を殺害したとみられているアメリカのスプリー・キラーである。無差別殺人は、アラスカ荒野における州警官隊との銃撃戦でシルカが射殺され終結した。シルカの犯罪の動機は今も不明なままである。

## 生い立ち
マイケル・シルカはイリノイ州ホフマン・エステーツで育った。幼い頃から、銃器やアウトドアを好み、逮捕歴がいくつもあった。1975年、デス・プレーンズのスポーツ用品店からキャンプ用品や武器を盗もうとして、シルカともう一人の少年が逮捕された。その同じ年、シルカと彼の兄弟のスティーブは高校からカナダの荒野に逃げ出し、食料を使い果たし戻ってきたこともあった。ホフマン・エステーツ高校を卒業する4か月前の1977年2月、シルカは、郊外の公園で、昔のマウンテンマンが使用していた武器を彷彿とさせるアンティークの黒色火薬前装式ライフルを携行したとして逮捕された。彼はその年の後半に同じ罪で再び逮捕された。シルカは有罪判決を受け、100ドルの罰金を支払った。
その後まもなく、シルカは、長年の隣人であるフォーマン・ハーストの助言を少なくとも部分的には受けて、米国陸軍に入隊した。のちにフォーマン・ハーストは、彼を次のように回想している。「いい子で、典型的なティーンエイジャーです。彼はアウトドアが大好きでした。自然を探究するために野外にいることが、彼の一番の望みでした」 1981年、彼はアラスカ州フェアバンクスの東側にあるフォート・ウェインライトに滞在し、同年に兵役満了するまで駐留していた。陸軍の記録によると、シルカは新兵訓練中にM16ライフルとグレネードランチャーの選抜射手と評価された。しかし、フォート・ウェインライトでの滞在中、彼は、暴行容疑や兵舎での銃器の発射による逮捕を含む憲兵隊との揉め事を複数回引き起こしている。
陸軍を退役後、シルカはホフマン・エステーツに戻り、主に建設作業で多くの仕事をした。 1982年11月、彼は軽微な交通違反を起こした際、警官が彼の車に武器（ .44口径リボルバー、 .22口径半自動拳銃、2つのナイフ）を発見した。シルカは、警察署に到着した後、パトカーを降りることを拒否し、武器所持と逮捕に抵抗した罪で起訴された。彼は有罪判決を受け、クック郡刑務所で4日間拘留された。 1983年7月21日、サウス・バーリントンの警官がスピード違反で彼を止めた後、シルカは別の武器違反で逮捕され、後部座席で.22口径のライフルが発見された。彼は何度か法廷に出廷し、最後は10月26日に出廷したが、その後、保釈金を逃れアラスカに逃亡した。彼の逮捕状は12月20日に発行された。弟のフランクによれば、シルカはアラスカでしばらく働いていたが、兄がどんな仕事をしているのかわからなかったという。

## ロジャー・カルプの殺人容疑
ひげを生やした25歳の放浪者であるシルカは、アラスカのフェアバンクスのチェナリッジ区に最初に姿を見せた。1984年4月29日、警察は、シルカの小屋にある新鮮な血と雪に覆われた盛り土ついて質問した。当時、アラスカ州警察は、シルカ自身が殺されたのではないかとみて捜査していた。シルカが小屋から顔を出し、血はヘラジカのものであると説明すると、州警察は調査を取りやめた。
しかし、シルカの隣人であるロジャー・カルプが前日に行方不明になっていた。目撃者は、シルカとカルプが、シルカの小屋に入り、その後8発もの銃声を聞いたと報告した。しかし、目撃者は事件をすぐに通報していなかったため、州警察がこの新しい情報を入手し、捜査令状を持って5月8日にシルカの小屋に踏み込んだときには、彼はいなかった。この時になって、地面の赤い斑点は、人間の血であることがわかった。カルプの失踪について捜査するも、州警察は何の手がかりも得られなかった 。

## マンリー・ホット・スプリングス
シルカは、次に、1984年5月14日月曜日、フェアバンクスの西、アラスカの奥深くに位置する70人の小さな鉱山の町、マンリー・ホット・スプリングスに姿を見せた。この町は150マイル (240 km)の未舗装道路（アラスカルート2 ）の終点である。彼は、キャンプ用品と屋根に取り付けたアルミニウム製のカヌーで満載の、ボロボロになった茶色と白の1974年製のダッジ・モナコを運転していた。彼が所持する銃と弾薬は、村人には知る由もなかった。村の居住者のロバート・E・リーによれば、シルカは村人たちにこの地に定住することを計画していると語った。シルカはリーに自分を「マウンテンマン」と称していた。。村人たちは、シルカの荒野におけるサバイバル能力、そして彼の射撃手腕に感銘を受けた。彼は、町から3マイル (5 km)離れたタナナ川の船着き場でぶらぶらしているのがよく見かけられた。また、船着き場でテントを張って、タナナ川でカヌーを漕いでいる様子もよく見られた。
リーは、5月17日木曜日の午後2時から4時の間に、6人の村人が船着き場に行き、全員が姿を消したと述べた。地元の人々は翌日まで失踪に気づかず、金曜日の夜にフェアバンクスのアラスカ州警察に連絡を取った。行方不明の男性の妻は、シルカの車のナンバーを伝え、警察は彼がカルプ殺害の容疑者であることを確認した。 5月19日土曜日午前2時、2機のヘリコプター、3機の飛行機、および警察の特別緊急対応チームがにマンリーに派遣された。船着き場で、警察は人間と見られる血、使用済みの弾倉を見つけた。
タナナ川沿いのヘリコプターによる広範囲の捜索は午前2時に始まった。 この時期、アラスカでは昼が長いため、捜索は順調に進行した。 同じ日の遅い時間にシルカは発見された、マンリーの南東25マイル (40 km) 、Zitziana川（タナナ川の支流）の名前のない支流の上流地点で、彼自身のカヌーと犠牲者の一人、フレッド・バークの電動ボートが近くにあった。州警察はシルカに降伏を勧告した。その代わりに、彼は木の後ろから歩み出て、ルガー30-06口径ライフルをヘリコプターに向け発射した、弾はフロントガラスを貫通し、フェアバンクスの34歳の警官トロイ・L.ダンカンが頭を撃ち抜かれ即死した、また機長のドナルド・ローレンスも顔を負傷した。州警察のジェフ・ホールはM16ライフルで反撃し、移動中のヘリコプターから自動連射した。5発の銃弾がシルカを襲い、彼は死亡した。のちに、州警察は、この銃撃戦がベトナム戦争のような戦闘を連想させたと語っている。
5月20日の日曜日に船着き場で犠牲者の追悼式が行われた 。シルカは火葬され、彼の遺灰は父親の要請でアラスカのシトカ国立墓地に埋葬された。 1984年6月23日までに、バーク、ライマン・クライン、デール・マダジスキー、ラリー・ジョー・マクベイの4人の遺体がタナナ川から回収された。バークの遺体は、妻のリラーによって約75マイル (120 km)下流で発見された。何ヶ月もの間、犠牲者の家族や友人は、タナナ川の草木の生い茂る土手を捜索した。
州警察は、シルカがアラスカに約1か月滞在していたとみている。彼は犠牲者の遺体が見つからないようにタナナ川に遺棄したと考えられている 。タナナ川の幅は1マイルあり、水深は70 - 80フィート (21 - 24 m)と深く、氷河が供給される川は、水温が氷点下近くあり、ひどく沈泥化されるため、遺体は水面下にとどまる可能性が高いと考えられている。なお、シルカの行動の動機は今も不明なままである。

## 犠牲者
- フレッド・バーク（バークとも呼ばれる）、30歳、アラスカ先住民のアサバスカ先住民、 [11]毛皮の捕獲者であり漁師であり、シルカにボートを盗まれた[6] [9]
- アルバート・ハーゲン・ジュニア、27歳、アラスカ先住民の建設労働者。10年ぶりに両親を訪ねるために6週間前に戻ったばかりであった。未婚で、彼は以前カリフォルニアに住んでいた[2] [3] [6] [9]
- ジョイス・クライン（約30歳）は妊娠4か月で、夫と息子と一緒に川に出かけていた[6]
- ジョイス・クラインの夫、ライマン・クライン、36歳[6] [9]
- ジョイスとライマン・クラインの息子、マーシャル・クライン、2歳[6]
- デール・マダジスキー、24歳、大工、キャビンビルダー[2] [6]
- ラリー・ジョー・マクベイ、38歳、罠猟師で障害者のベトナム退役軍人（戦争中にブービートラップされたガソリン缶で重傷を負った） [2] [6] [9]
- ロジャー・カルプ、34歳、木材伐採作業者、犠牲者の可能性[3] [6] [9]
- トロイ・L・ダンカン、34歳、1981年8月以来アラスカ州警官であり、米海兵隊の10年のベテラン[6]

## 参照
- 米国の暴れ回る殺人者のリスト(英語版)